# Đại học Gloucestershire

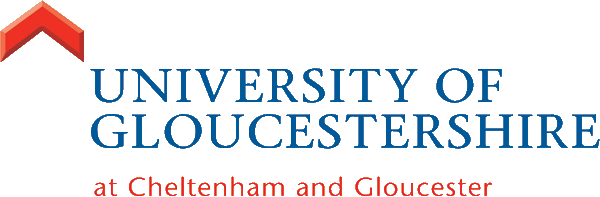
Logo Trường Đại học Gloucestershire

Trường đại học Gloucestershire  là một trong những trường đại học cổ kính và lâu đời ở Anh, được đánh giá cao về nhiều ngành học, sự hài lòng của sinh viên và tỷ lệ sinh viên có việc làm ngay sau khi tốt nghiệp. Đại học Gloucestershire có địa điểm ở khu vực trung tâm Vương quốc Anh, dễ dàng tiếp cận những thành phố lớn. Cách Luân Đôn hai giờ xe hơi hoặc tàu, cách Birmingham, Bristol và Oxford không đầy một giờ xe hơi.

## Lịch sử trường
Đại học Gloucestershire là kết quả của quá trình sáp nhập và đổi tên một số trường đại học. Lịch sử của nó bắt đầu với Viện Cơ khí dược thành lập từ năm 1834. Từ năm 1992, Cheltenham và Gloucester College of Higher Education (CGCHE) nhận được giải thưởng đầu tiên dành cho chương trình sau đại học. Năm 1998 trường là một trong số những trường có lượng truy cập tìm hiểu nhiều nhất. Năm 2001, Đại học Gloucestershire được công nhận là một trong những trường đại học có lịch sử lâu đời với lịch sử tồn tại và phát triển kéo dài gần hai thế kỷ.
Một số cột mốc đáng nhớ
Năm 1834: Thành lập viện Cơ khí Cheltenham
Năm 1840: Thành lập Viện Cơ khí Gloucester
Năm 1847: Thành lập Cao đẳng Cheltenham
Năm 1852: Thành lập trường Nghệ thuật Cheltenham
Năm 1920: Thành lập trường Cao đẳng St Paul và trường Cao đẳng St Mary
Năm 1967: Thành lập trường Cao đẳng Gloucestershire
Năm 1979: Sáp nhập trường Cao đẳng St Paul và St Mary
Năm 1980: Khai giảng khóa học đào tạo Cử nhân trong trường Cao đẳng Nghệ thuật và Công nghệ Cloucestershire
Năm 1990: Thành lập đại học Cheltenham và Gloucester College
Năm 2001: Trường được đổi tên thành Đại học Gloucestershire

## Một số hoạt động của trường
Đại học Gloucestershire theo đuổi một chiến lược môi trường bền vững từ năm 1993, và là trường đại học đầu tiên của Anh đáp ứng được các tiêu chuẩn ISO 14001 - tiêu chuẩn về quản lý môi trường.Trong năm 2008 nó đã được chứng nhận là trường Đại học xanh nhất ở Anh. Đại học Gloucestershire cũng là ngôi trường tham gia tích cực vào chương trình ERASMUS và là trường đại học của Anh duy nhất tham gia chương trình BCA cung cấp các khóa học ở nước ngoài, đặc biệt là với Mỹ.

## Các trụ sở của trường
Trường có bốn trụ sở khác nhau, mỗi trụ sở có một chuyên ngành đào tạo khác nhau. Bạn theo học bất kỳ chuyên ngành nào cũng chỉ phải học ở một trụ sở, tuy nhiên việc đi lại giữa những trụ sở của trường là rất dễ dàng vì trường có dịch vụ xe buýt miễn phí nối tuyến những trụ sở với nhau và với những trung tâm thành phố.

### The Park
The Park được xây dựng trên một diện tích rộng 10 héc ta cách trung tâm thành phố Cheltenham khoảng 2 km. Đây là trụ sở của Trường Kinh doanh đào tạo những khóa học về Kế toán, Quản trị kinh doanh, Tin học, Quản trị thông tin, Quản trị nhân lực, Luật, Du lịch và Giải trí, Quản trị và Marketing. Hầu hết những khóa học này đều có tính quốc tế cao và điển hình có một số khóa học dành riêng cho sinh viên nước ngoài.
Trong bốn trụ sở của trường thì The Park là trụ sở có cộng đồng sinh viên quốc tế lớn nhất và được đánh giá là một trong những khu học xá đẹp nhất trên cả nước. Những trang thiết bị trong trụ sở gồm có cửa hàng, hội trường sinh viên và nhà ăn.

### Francis Close Hall
Trụ sở này nằm ở trung tâm Cheltenham và là trụ sở của Khoa Giáo dục, Khoa học và Nhân văn. Sở hữu những tòa nhà cổ kính, trang thiết bị hiện đại, vị trí địa lý trung tâm và không khí học tập gần gũi thân thiện khiến Francis Close Hall được những cựu sinh viên và sinh viên hiện tại của trường rất yêu thích.
Mỗi khoa của trường đều nổi tiếng về đào tạo những chương trình học mới mẻ, cập nhật cho sinh viên những kiến thức chuyên môn và kỹ năng nghiệp vụ cần thiết có tính hướng nghiệp cao. Những trang thiết bị và cơ sở vật chất đào tạo gồm có phòng quản trị IT, thư viện, nhà ăn và hội trường sinh viên.

### Pittville Studios
Đây là trụ sở của Khoa Thông tin, Nghệ thuật và Truyền thông, cách trung tâm Cheltenham khoảng 2 km. Những khóa học được giảng dạy về nhiều lĩnh vực như Thiết kế đồ họa, Mô phỏng, Mỹ thuật, Quan hệ công chúng, Truyền hình, Làm phim, In báo, Phát thanh và Xuất bản báo chí.
Pittville có những thiết bị dạy học đạt tiêu chuẩn công nghiệp, phòng thực hành và phòng trưng bày chuyên dụng, những trang thiết bị học tập tiện nghi gồm thư viện băng hình và thư viện truyền thông, hội trường sinh viên và nhà ăn sinh viên. Pittville mới gần đây được công nhận là một trong 17 trường đại học hàng đầu ở Vương quốc Anh về đào tạo chuyên ngành truyền thông.

### Oxtalls
Chỉ cách trung tâm thành phố Gloucester vài phút đi xe, đây là trụ sở mới nhất của trường nổi trội với những phòng thí nghiệm, trang thiết bị dụng cụ thể thao và công nghệ tiên tiến nhất. Oxtalls là trụ sở của Khoa Thể thao, Sức khỏe và Y tế cộng đồng. Khoa này là một trong những trung tâm đào tạo và thực hành những khóa học thể thao lớn nhất ở Vương quốc Anh với nhiều khóa học được Hội liên hiệp Thể thao và Khoa học thực hành Anh quốc (BASES) công nhận. Bên cạnh việc sở hữu những trang thiết bị, dụng cụ thể thao tuyệt hảo, Oxtalls còn có một hệ thống liên hợp hội trường sinh viên, trung tâm học tập chất lượng cao, trung tâm thông tin sinh viên và ký túc xá riêng biệt và đồng bộ.

## Chương trình đào tạo
Đại học Gloucestershire đào tạo những khóa học thuộc nhiều lĩnh vực khác nhau đáp ứng những nhu cầu học tập đa dạng của sinh viên đại học và sau đại học trong và ngoài nước bao gồm cả những khóa học tiếng Anh. Hiện tại trường đang đào tạo trên 9.500 sinh viên dài hạn và ngắn hạn với bốn trụ sở đào tạo đặt tại Cheltenham và Gloucester và một trung tâm đào tạo đặt tại London. Những trụ sở đều được trang bị đầy đủ những tiện nghi về công nghệ thông tin và thư viện. Trường có bốn chuyên khoa trong đó có ba khoa nằm ở ba trụ sở riêng biệt còn một chuyên khoa được đào tạo liên trụ sở giữa London và Cheltenham.
Trường có những khóa học với nhiều môn học gồm: Kinh doanh và Quản trị Kinh doanh CCRI, Tin học, IT và Truyền thông Đa phương tiện, Giáo dục, Nhân văn, Thông tin, Nghệ thuật và Truyền thông, Khoa học tự nhiên và Khoa học xã hội, Thể thao, Sức khỏe và Chăm sóc sức khỏe cộng đồng.